# Lhalung Pelgyi Dorje

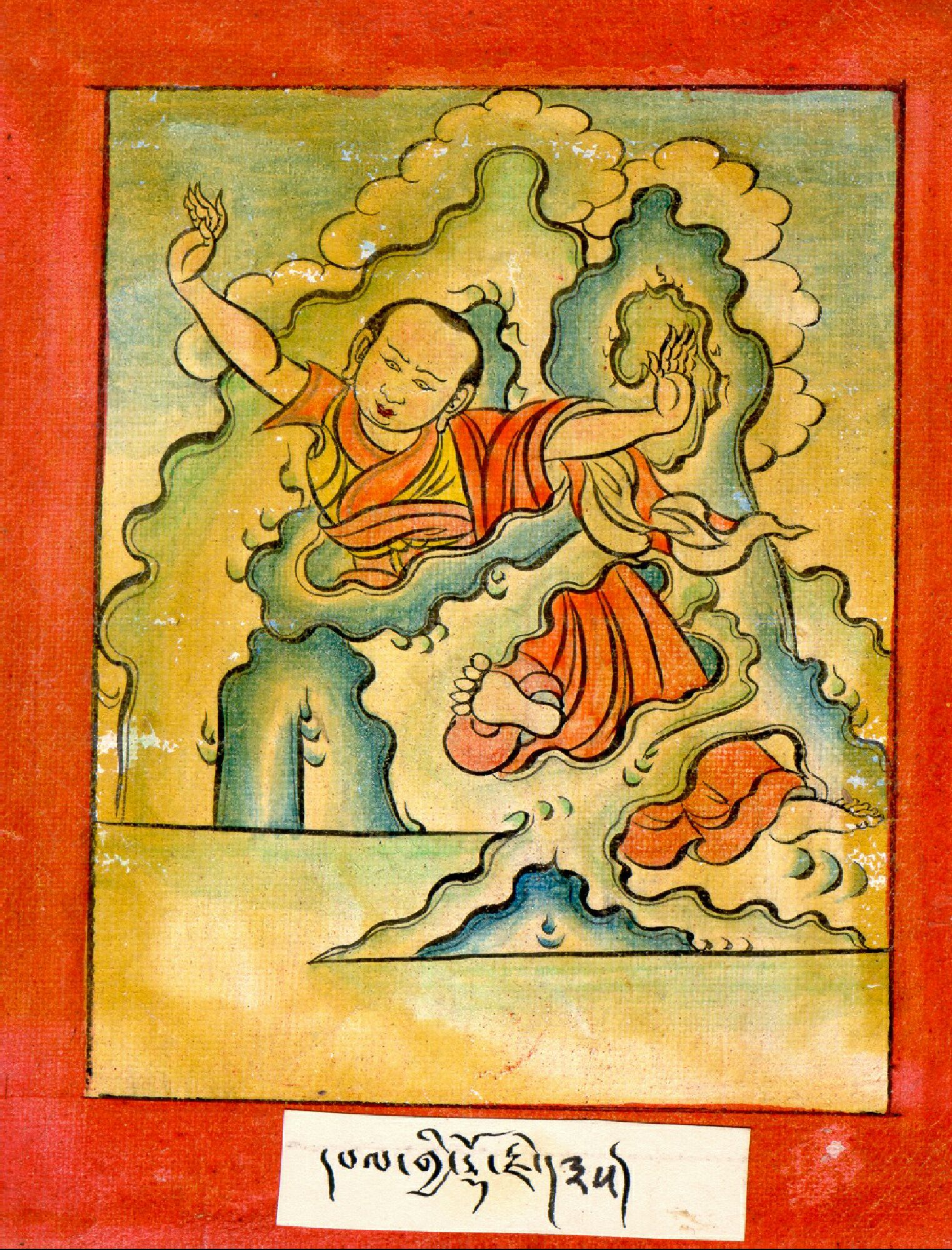
Lhalung Pelgyi Dorje

Lhalung Pelgyi Dorje (tib.: lha-lung dpal-gyi rdo-rje, "Pelgyi Dorje von Lhalung") war derjenige tibetische buddhistische Mönch, der 846 den letzten tibetischen König (btsan-po) Lang Darma mit einem Pfeil tötete und damit die Yarlung-Dynastie beendete. Er war einer der fünfundzwanzig Schüler Padmasambhavas.
Er floh dann nach Qinghai und nahm drei heilige Sutras mit sich: Anakchara Granthaka Rotchana Garbha Sutra, Karma Sutra und Abhidharma Kocha Karaka'astra.